# One Piece: Unlimited World Red
One Piece: Unlimited World Red (ワンピース アンリミテッドワールドレッド?,  Wan Pīsu: Anrimiteddo Wārudo Reddo) è un videogioco ad avventura dinamica, basato sul manga e anime One Piece, sviluppato da Ganbarion e pubblicato dalla Bandai.

## Modalità di gioco
Il gioco segue le stesse modalità di gioco dei precedenti Unlimited, anche se va notato che rispetto a One Piece: Unlimited Cruise SP c'è stato un cambiamento nei comandi di gioco. Sono presenti anche dei minigiochi.

## Episodi
- Episodio 1: Un tuffo nel passato (Punk Hazard, entrambe le metà infuocate e glaciali)
- Episodio 2: Rivincita fra sabbie roventi (Alabasta)
- Episodio 3: Il mistero delle foglie (Enies Lobby)
- Episodio 4: Il conte Red (Isola degli uomini-pesce)
- Episodio 5: Le qualità di un vero compagno (Isola di Drum)
- Episodio 6: Inseguimento in cielo (Skypiea)
- Episodio 7: Legami (Villaggio di Foosha)
- Episodio 8: Determinazione (Marineford)
- Finale: L'eterno e il mortale (Transtown)

## Personaggi

### Utilizzabili
- Monkey D. Rufy (Costume XV Anniversario - 2 Costumi del film Avventura sulle isole volanti - Mantello da Re dei Pirati - Costume da Bagno - Completo Gladiatore)
- Roronoa Zoro (Costume XV Anniversario - Armatura - Maglietta Sportiva)
- Nami (Costume XV Anniversario - Uniforme - Costume da Bagno)
- Usop (Costume XV Anniversario)
- Sanji (Costume XV Anniversario - Gilè sportivo)
- TonyTony Chopper (Costume XV Anniversario - Accappatoio - Completo di Natale - Costume da Bagno - Vecchi Abiti)
- Nico Robin (Costume XV Anniversario - Uniforme - Costume da Bagno)
- Franky (Costume XV Anniversario)
- Brook (Costume XV Anniversario)
- Portuguese D. Ace
- Trafalgar Law
- Boa Hancock
- Edward Newgate
- Jinbe
- Bagy
- Crocodile
- Akainu
- Shanks
- Donquijote Doflamingo
- Fujitora

### Boss
Con l'eccezione di Red stesso, tutti i boss sono copie di personaggi incontrati dalla ciurma in passato creati grazie ai poteri delle foglie di Pato.
- Drago di Vegapunk
- Caesar Clown (con Smiley)
- Crocodile
- Rob Lucci
- Hody Jones
- Edward Newgate
- Wapol
- Marshall D. Teach
- Ener (versione Raijin elettrico)
- Portuguese D. Ace
- Jinbe
- Kizaru
- Pacifista
- Akainu
- Aokiji (Pre e Post timeskip)
- Trafalgar Law°
- Boa Hancock°
- Smoker°
- Tashigi°
- Shanks°
- Drakul Mihawk°
- Robot Franky°
- Bagy°
- Donquixote Doflamingo°
- Fujitora°
- Patrick Redfield

°Boss opzionali che non hanno alcuna parte reale nella storia del gioco.

### Personaggi esclusivi del videogioco
Nel videogioco compaiono tre nuovi personaggi disegnati da Eiichirō Oda. Essi sono:
Patrick Redfield (パトリック・レッドフィールド?, Patorikku Reddofīrudo), soprannominato il conte rosso (赤の伯爵?, Aka no Hakushaku) o Red il solitario (孤高のレッド?, Kokō no Reddo), è un pirata nonché l'antagonista principale del videogioco. Appare come un uomo piuttosto anziano con capelli bianchi e rossi. Ha le sopracciglia nere a spirale e, al labbro inferiore, un piercing collegato con una serie di anelli all'orecchino che porta all'orecchio sinistro. Red indossa dei pantaloni rossi, una camicia viola e un lungo mantello rosso. All'occhiello ha una grossa rosa blu e porta sempre con sé un ombrello azzurro.
Red è un ex prigioniero del Livello 6 di Impel Down, il quale fu liberato con l'arrivo di Marshall D. Teach nella Grande Prigione. Dopo l'evasione, mangiò il Frutto Vamp-Vamp Modello: Vampiro. Red, inoltre, possiede Pato, una penna stilografica capace di creare cloni non solo di personaggi incontrati dalla ciurma di Cappello di Paglia, ma anche dei personaggi della ciurma stessa. Il suo doppiatore originale è Masachika Ichimura.
Pato (パト?, Pato) è la penna di Red. Avendo mangiato il frutto del diavolo Inu Inu no Mi Model Bake-danuki, è capace di trasformarsi in un tanuki. Indossa dei pantaloni blu e un vestitino rosa su cui sono disegnate due foglie. Ha il potere di trasformare le foglie in oggetti o persone. La sua risata è "Nukiki" e la sua doppiatrice originale è Tarako.
Yadoya (ヤドヤ?, Yadoya) è una giovane ragazza con grandi occhi marrone e i capelli castani. Indossa gli occhiali, ha un vestito color verde acqua e un grembiule marrone. Lei gestisce i negozi di Trans Town che la Ciurma di Cappello di Paglia si impegna di costruire nel corso dell'avventura. La sua doppiatrice originale è Rumi Hiiragi.

## Accoglienza
La rivista Play Generation diede alla versione per PlayStation 3 un punteggio di 70/100, apprezzando la grafica colorata e la storia inedita scritta dall'autore del manga, ma come contro le animazioni legnose, gli scenari spogli, i pop up e la campagna poco interessante e ripetitiva, finendo per trovarla un'avventura indirizzata esclusivamente ai fan di One Piece che non potevano fare a meno di provare tutti i titoli della serie. La stessa testata recensì anche l'edizione per PlayStation Vita, alla quale assegnò come voto 71/100, trovandola non molto differente da quella per PS3, anche se le ridotte dimensioni dello schermo rendevano il sistema di controllo più scomodo